# Irão nos Jogos Olímpicos de Verão de 2020
O Irão participa nos Jogos Olímpicos de Verão de 2020. O responsável pela equipa olímpica é o Comité Olímpico Nacional da República Islâmica do Irão, bem como as federações desportivas nacionais da cada desporto com participação.